# 沃林卡河
49°15′31″N 13°54′15″E / 49.2586°N 13.9043°E

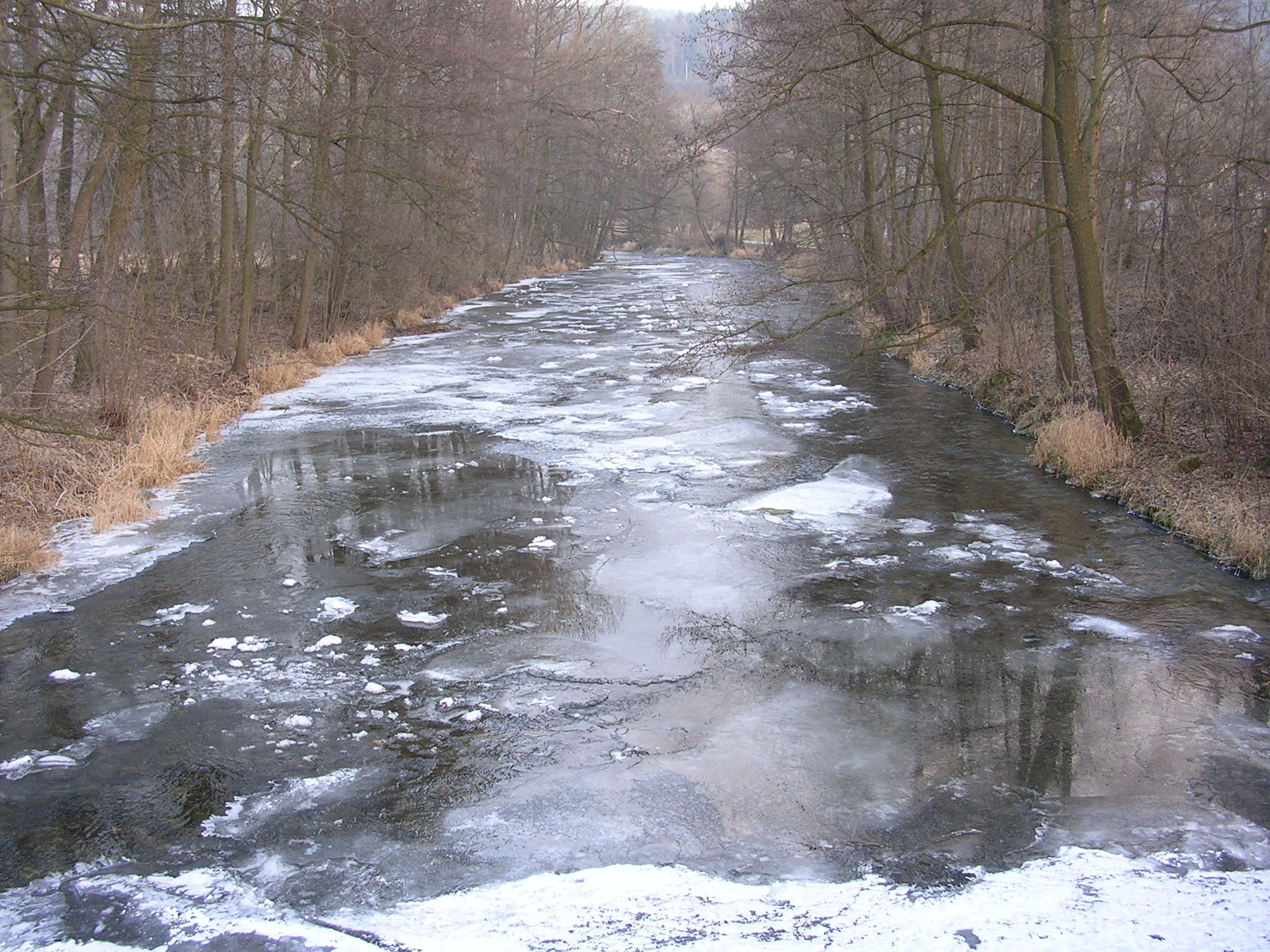

沃林卡河是捷克的河流，位於該國南部，處於南波希米亞州，屬於奧塔瓦河的支流，河道全長46公里，流域面積427平方公里，發源自波希米亞林山。